# Canon EOS 250D
Canon EOS 250D — цифровой зеркальный фотоаппарат серии EOS компании Canon, предназначенный для начинающих и любителей. Анонсирован 10 апреля 2019 года.

## Описание
Фотоаппарат имеет байонет EF-S, совместимый с объективами EF-S и EF, оснащён чувствительным к прикосновению поворотным экраном и обладает возможностью съёмки видео в 4K разрешении (3840х2160) с частотой кадров в 25/29,97 кадров в секунду.
Рекомендуемая розничная цена в США — 549 долларов за версию без объектива.
Фотоаппарат доступен в трёх цветовых решениях: чёрный, серебристый (серый) и белый.

## Особенности
Canon EOS 250D является обновлённой версией своего предшественника - EOS 200D. Ключевые отличия от предыдущей версии:
| Характеристика | EOS 200D                                           | EOS 250D                                                                                           |
| -------------- | -------------------------------------------------- | -------------------------------------------------------------------------------------------------- |
| Процессор      | DIGIC 7                                            | DIGIC 8                                                                                            |
| Видео          | до 1920 × 1080 при 24, 25 или 50 кадров/с (FullHD) | 4К (3840x2160) при 25 и 29,97 кадров/сек и Full HD (1920x1080) с частотой кадров до 60 кадров/сек. |

- Корпус белого цвета.
- Корпус серого цвета.
- Верхняя часть фотоаппарата.
- Вид на переключатель режимов и затвор камеры.
- Задняя сторона фотоаппарата, виден экран, на котором отображены настройки в режиме "Приоритет выдержке".
- Экран фотоаппарата, выдвинутый влево.